# Can Fàbrega (Canet d'Adri)
Can Fàbrega és una obra de Canet d'Adri (Gironès) protegida com a bé cultural d'interès local.

## Descripció
La construcció és de planta rectangular desenvolupada en planta baixa i dos pisos superiors. La coberta és de teula àrab a dues vessants, acabada amb un ràfec de doble filera, a base de rajols plans i teules. Les parets exteriors són de pedra i morter de ciment, quedant vistos els carreus que emmarquen les obertures i les cantonades.